# Leonid Wladimirowitsch Posen

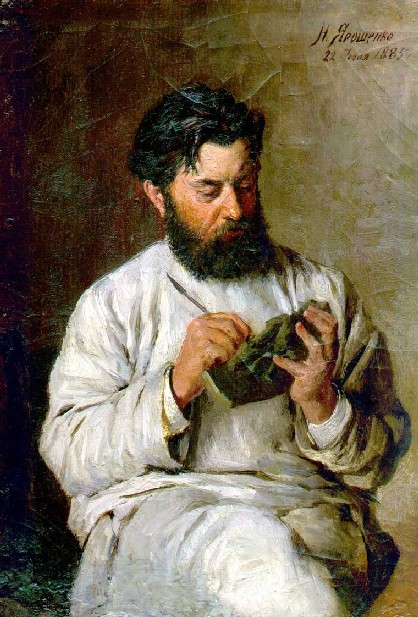
Leonid Wladimirowitsch Posen (N. A. Jaroschenko, 1885)

Leonid Wladimirowitsch Posen (russisch Леонид Владимирович Позен; * 10. Julijul. / 22. Juli 1849greg. auf dem Familienlandgut Posen im Dorf Obolon; † 8. Januar 1921 in Petrograd) war ein russischer Jurist und  Bildhauer.

## Leben
Posen, Sohn eines pensionierten Garde-Stabskapitäns, erhielt eine häusliche Erziehung. Er begeisterte sich für Tonspielzeug aus Opischnja und formte Kopien aus Brot. Als Fünfzehnjähriger kam er in die 5. Klasse des Gymnasiums des Gouvernements Poltawa in Poltawa. Nach Abschluss des Gymnasiums wollten ihn seine Eltern in St. Petersburg an der Kaiserlichen Akademie der Künste (IACh) studieren lassen. Stattdessen begann er 1867 das Studium an der Kaiserlichen Universität Charkow. Nach einem Jahr wechselte er in die Juristische Fakultät der Kaiserlichen Universität St. Petersburg.
Nach dem Abschluss des Studiums 1872 als Kandidat der Rechte der Universität St. Petersburg wurde Posen Assistent eines vereidigten Rechtsanwalts. 1876 trat er in den Dienst des Justizministeriums, worauf er sogleich als Vizestaatsanwalt-Kandidat nach Poltawa ans Bezirksgericht geschickt wurde.

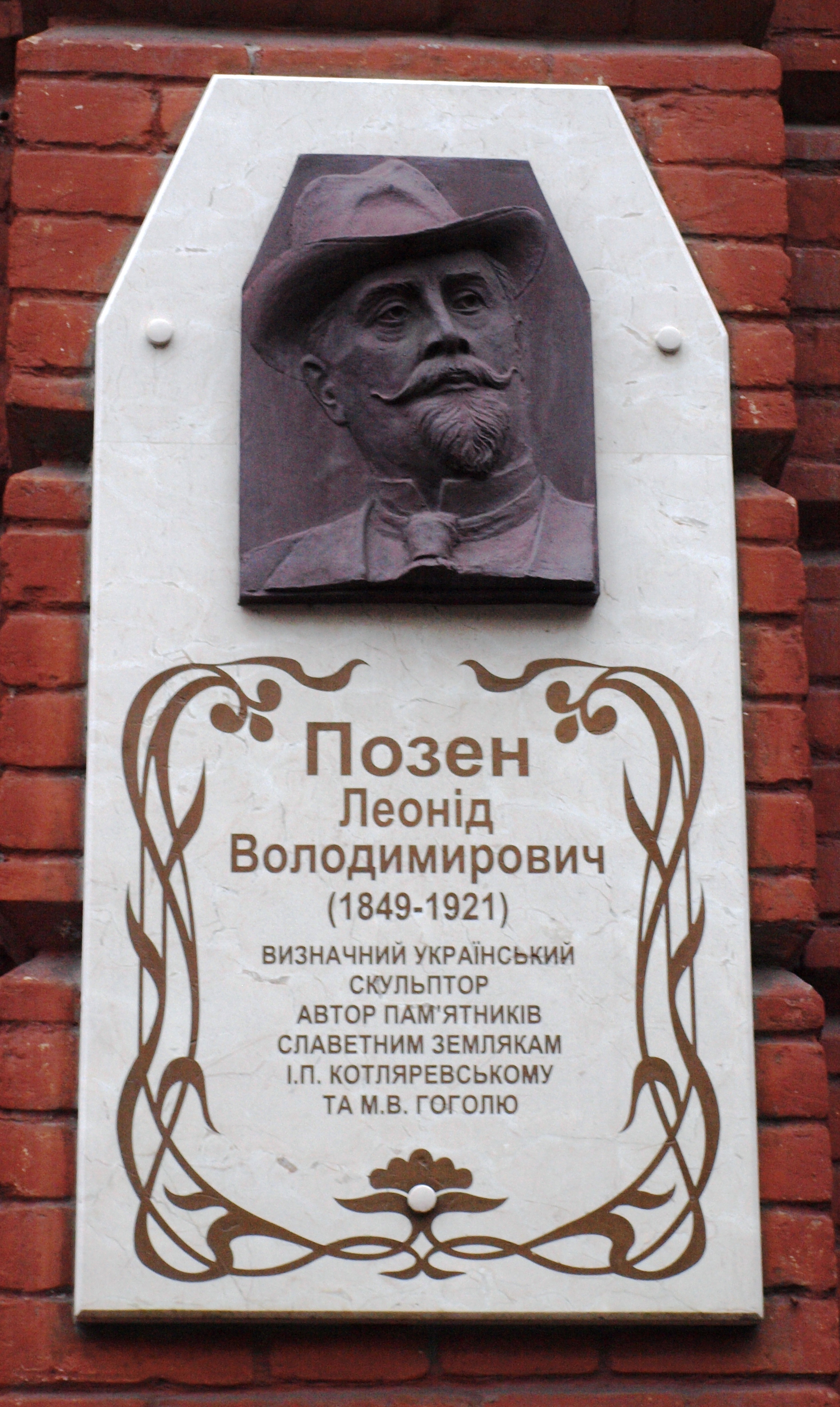
Posen-Gedenktafel, Poltawa

Hier begann Posen sich nun auch künstlerisch zu betätigen. Zunächst fertigte er Gips-Kopien von Werken Nikolai Lieberichs, Jewgeni Lanseres und Pierre-Jules Menes. Dann formte er kleine Porträts von Freunden und Verwandten. 1877 gestaltete er eine Wachs-Skulptur eines Fuhrmanns. Auf Anraten Grigori Mjassojedows stellte Posen 1882 eine Skulpturengruppe auf der 10. Ausstellung der Peredwischniki aus. Einige Tage nach der Ausstellung kaufte der Kunstgießerei-Besitzer Karl Fjodorowitsch Werfel Posens Skulpturengruppe und fertigte einen Bronzeguss an. Darauf kaufte Werfel viele Jahre lang systematisch Posens Werke auf und präsentierte die Bronzegüsse auf Ausstellungen in Russland, Italien, England, Deutschland, den Niederlanden und den USA.

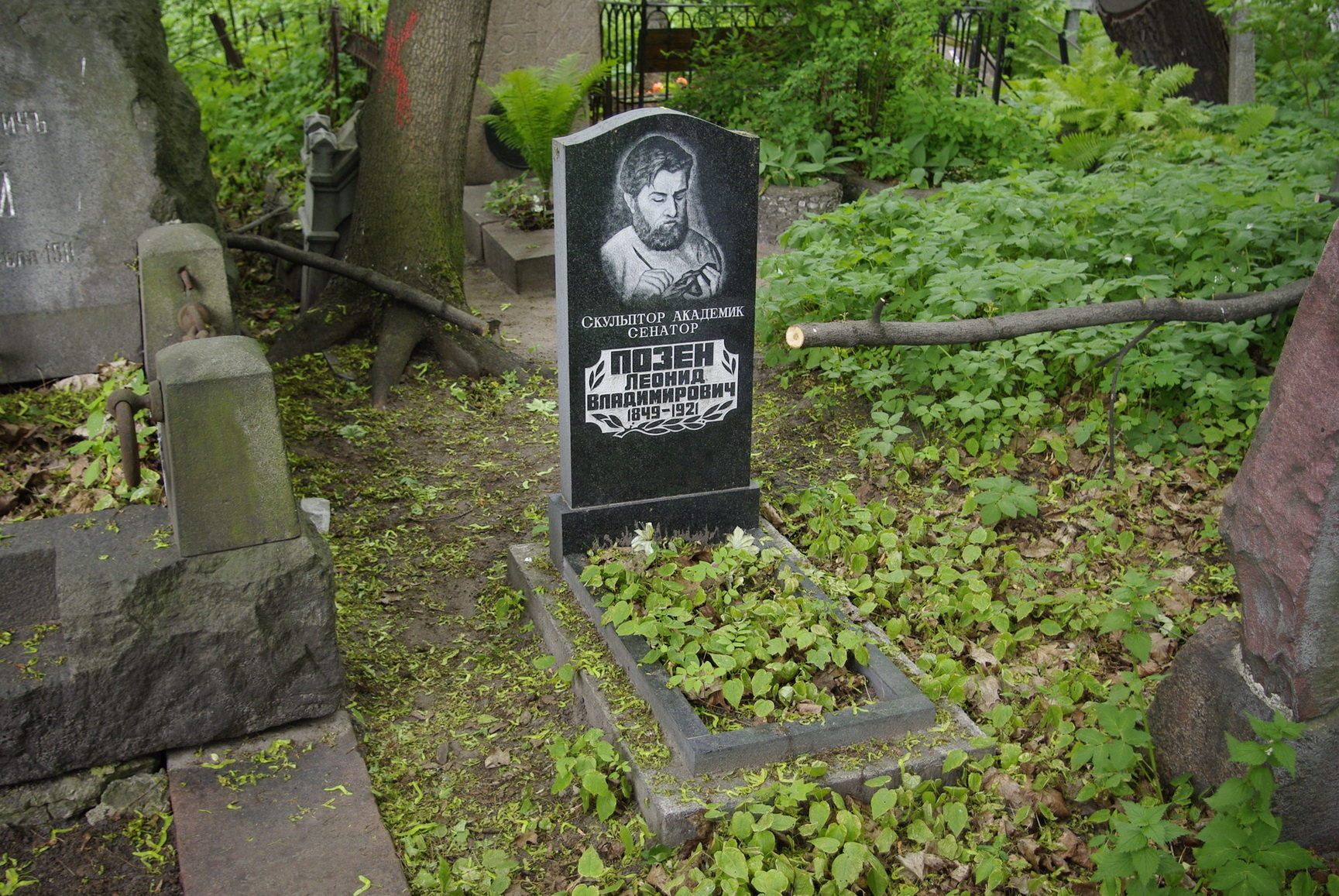
Posens Grab

1891 kam Posen nach St. Petersburg zurück, um den Dienst in der Staatsanwaltschaft des St. Petersburger Bezirksgerichts anzutreten. Nach regelmäßigen Beförderungen wurde er 1912 zum Geheimen Rat ernannt (3. Rangklasse). Von Januar 1912 bis April 1917 war er Senator des Strafrechtskassationsdepartements des Regierenden Senats.
1891 hatte sich Posen als erster Bildhauer den Peredwischniki angeschlossen, an deren Ausstellungen er sich bis zur Oktoberrevolution beteiligte. Er war mit Wassili Wolkow, Iwan Saizew und Nikolai Jaroschenko befreundet. 1894 erkrankte Posen und reiste nach Rom, um sich dort behandeln zu lassen. Gleichzeitig studierte er die dortigen Museumssammlungen. Im selben Jahr wurde er zum Vollmitglied der IACh gewählt. 1900 wurde er Mitglied des IACh-Rats. 1915 lehnte er aus prinzipiellen Gründen die Ernennung zum Akademiker der Bildhauerei der IACh ab.
Bekannt wurde Posen insbesondere durch seine Skulpturen zum Leben und zur Geschichte des ukrainischen Volkes. Er schuf Büsten von Grigori Mjassojedow (1890), Fjodor Strawinski (1897). NikolaI Jaroschenko (1898, 1899), Iwan Kotljarewskyj für eine nach ihm benannte Schule u. a. Dann gestaltete er ein Denkmal für Kotljarewskyj, das 1903 eingeweiht wurde. 1914–1915 arbeitete er an einem Denkmal für Nikolai Gogol in Poltawa, das 1934 eingeweiht wurde. Werke Posens befinden sich in der Tretjakow-Galerie, im Russischen Museum, in der Kiewer Kunstgalerie, im Kunstmuseum Odessa, im Kunstmuseum Poltawa u. a.
Posen war mit der Künstlerin Marija Fjodorowna geborene Deitrich verheiratet. Sie hatten keine Kinder und adoptierten ein verwaistes Mädchen aus ihrem Dorf, das jedoch vor der Abreise mit den Posens nach St. Petersburg in einem See ertrank.
Posen starb am 8. Januar 1921 in Petrograd und wurde auf dem russisch-orthodoxen Smolensker Friedhof begraben.

## Werke (Auswahl)

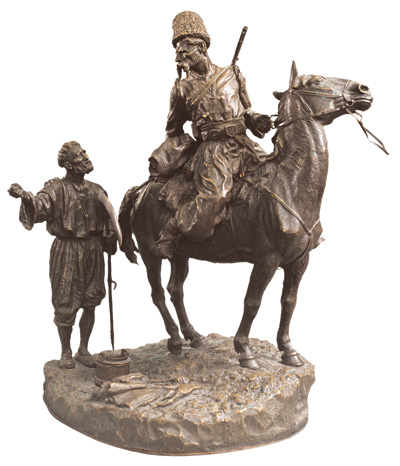
Saporoger Kosak auf Erkundung (1887)
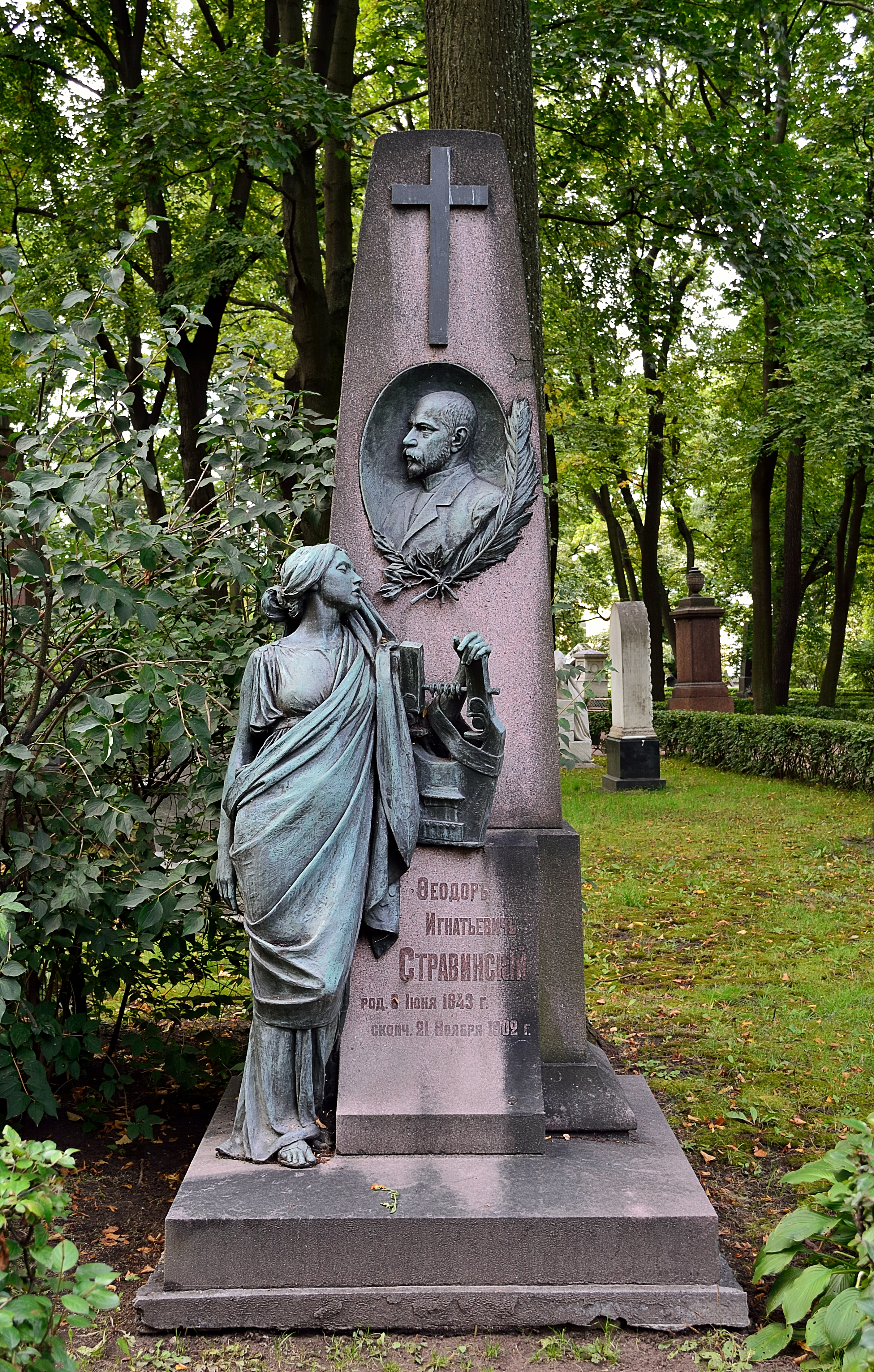
Fjodor Strawinskis Grabdenkmal (mit W. A. Beklemischew), Tichwiner Friedhof, St. Petersburg
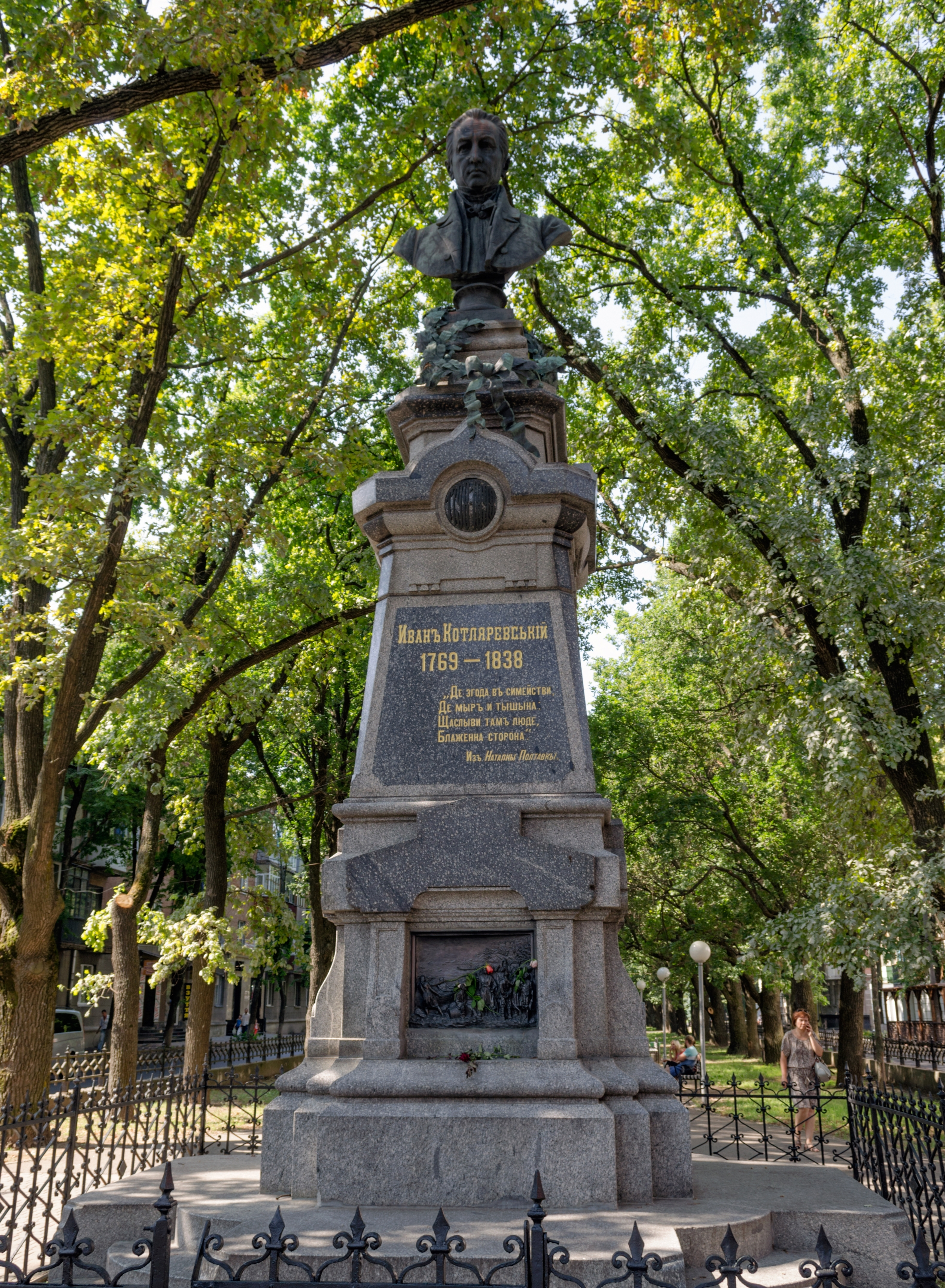
Kotljarewskyj-Denkmal, Poltawa
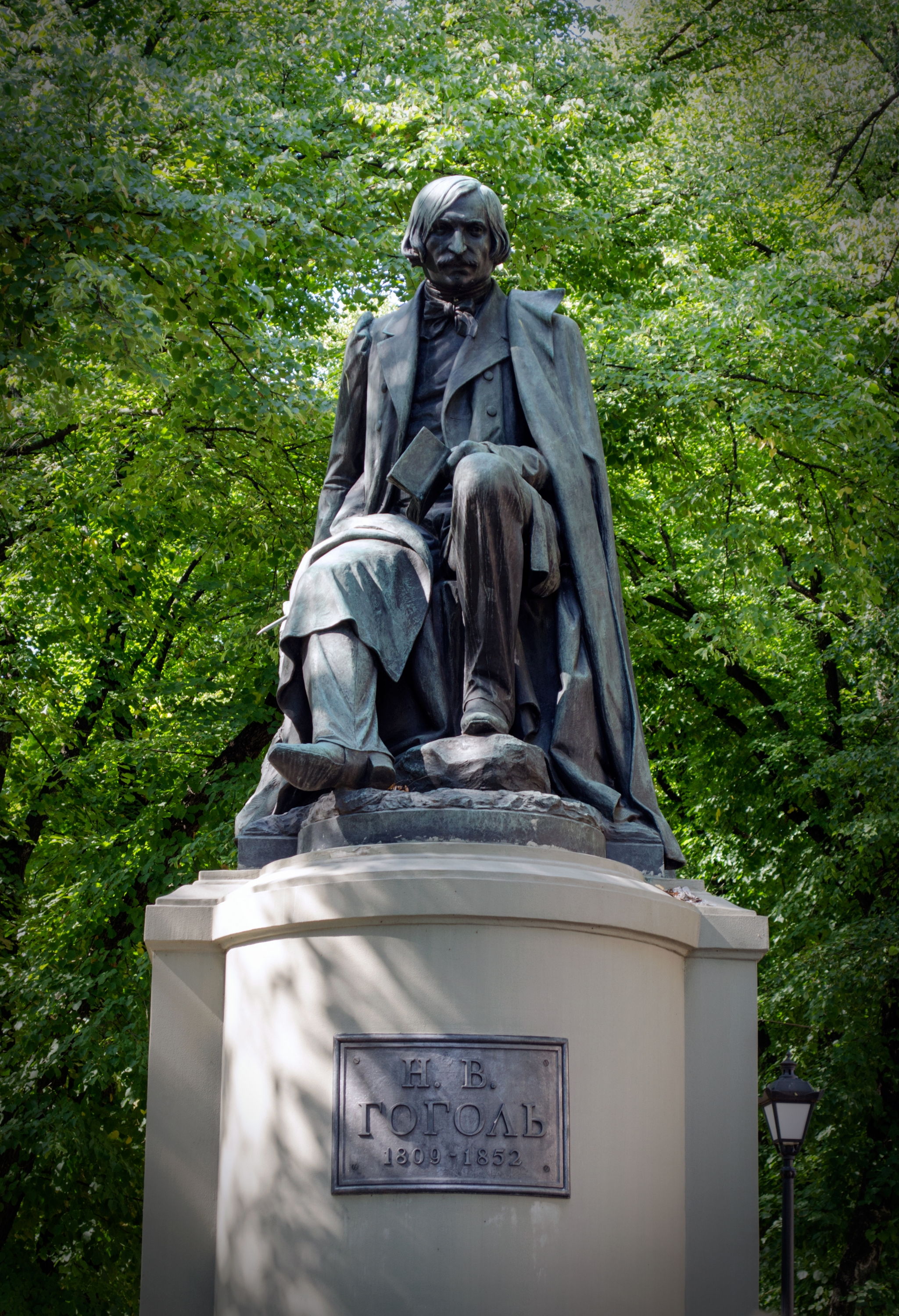
Gogol-Denkmal, Poltawa